# Wilcza (Pojezierze Ińskie)
Wilcza – wzniesienie o wysokości 130,8 m n.p.m. na Pojezierzu Ińskim, położone w woj. zachodniopomorskim, w powiecie stargardzkim, w gminie Dobrzany. Znajduje się w południowo-wschodniej części Ińskiego Parku Krajobrazowego.
Teren wzniesienia jest objęty obszarem specjalnej ochrony ptaków Ostoja Ińska.
Ok. 1 km na północny wschód od Wilczej leży wieś Grabnica, a ok. 0,7 km na wschód znajduje się jezioro Dolice
Nazwę Wilcza wprowadzono urzędowo w 1955 roku, zastępując poprzednią niemiecką nazwę Wolfs-Berg.